# 萊特 (佛羅里達州)
萊特（英語：Wright）是位於美國佛羅里達州奧卡魯沙縣的一個人口普查指定地區。

## 地理
萊特的座標為30°26′47″N 86°38′08″W / 30.44639°N 86.63556°W，而該地最高點為海拔高度13米（即43英尺）。

## 人口
根據2010年美國人口普查的數據，萊特的面積為14.40平方千米，當中陸地面積為14.20平方千米，而水域面積為0.20平方千米。當地共有人口23127人，而人口密度為每平方千米1,606人。